# Oncospora bullata
Oncospora bullata är en svampart som beskrevs av Kalchbr. & Cooke 1880. Oncospora bullata ingår i släktet Oncospora, divisionen sporsäcksvampar och riket svampar.   Inga underarter finns listade i Catalogue of Life.